# Wolfgang Klank
Wolfgang Klank (* 31. Juli 1930 in Dessau; † Juni 1998) war ein deutscher Fußballspieler. Er war der erste Torwart der DDR-Fußballnationalmannschaft.

## Leben
Wolfgang Klank gehörte zur ersten Fußballgeneration der DDR. Er begann noch während des Zweiten Weltkrieges von 1939 bis 1944 in den Jugendmannschaften des SV Dessau 05 Fußball zu spielen. Zwischen Januar und November 1949 verbrachte er ein knappes Jahr bei der nordwestdeutschen Eintracht Nordhorn, ging anschließend aber wieder nach Dessau zurück. Dort hatte gerade die neu gegründete DDR-Oberliga ihren Spielbetrieb unter anderem mit der Betriebssportgemeinschaft (BSG) Waggonbau Dessau, später Motor Dessau, aufgenommen. Die Mannschaft, Nachfolger des SV 05, war gerade erster DDR-Pokal-Sieger geworden, und Klank löste dort den bisherigen Torwart Fritz Doebler ab, der 1950 zu Tasmania Berlin gewechselt war. Mit Klank erlebten die Dessauer ihre erfolgreichste Zeit im DDR-Fußball und konnten sich bis 1954 in der höchsten DDR-Spielklasse halten.
Trotz einer Größe von 1,79 m und einem Körpergewicht von 72 kg hatten Klanks gute Torwartleistungen einen großen Anteil an Dessaus gutem Abschneiden, und sie brachten ihm zwischen 1952 und 1953 Einsätze in den ersten drei Länderspielen der DDR-Nationalmannschaft ein. Seine Länderspielkarriere endete danach abrupt, als er sich während der Saison 1953/54 am Spielboykott der Dessauer Spieler gegen die harten Trainingsmethoden des neuen Trainers Walter Fritzsch beteiligte und daraufhin gegen ihn eine sechsmonatige Spielsperre verhängt wurde. Das veranlasste Klank, der in Dessau 135 Oberligaspiele absolviert hatte, im Laufe des Jahres 1954 illegal die DDR zu verlassen und sich der hessischen Mannschaft Kickers Offenbach anzuschließen. Aufgrund des illegalen Wechsels in die Bundesrepublik war Wolfgang Klank jedoch auch in Offenbach gesperrt und bestritt für die Hessen keine Partie in der Oberliga Süd.
Im April 1955 ging Klank, nachdem seine Sperre in der DDR abgelaufen war, wieder dorthin zurück. Zu dieser Zeit gingen rückkehrwillige Westflüchtlinge noch straffrei aus. Allerdings musste sich Klank einige Monate bei der drittklassigen BSG Rotation Südwest Leipzig „bewähren“, ehe er zur Saison 1956 zum Leipziger Oberligisten Sportclub Rotation wechseln konnte. Er löste dort Walter Vogelsang ab, der seine aktive Laufbahn beendet hatte. Klank hütete bis zum Ende der Saison 1961/62 in 99 Oberligaspielen das Tor der Leipziger. Während seiner Leipziger Zeit kam er in der B-Nationalmannschaft noch einmal zu einem Länderspieleinsatz.
Mit 32 Jahren kehrte Klank wieder zu Motor Dessau zurück. Dort konnte er in der Saison 1962/63 mit seiner Mannschaft den Wiederaufstieg in die zweitklassige DDR-Liga feiern und beendete bei Motor Dessau 1965 seine leistungssportliche Laufbahn.
| Klanks A-Länderspiele | Klanks A-Länderspiele | Klanks A-Länderspiele |
| --------------------- | --------------------- | --------------------- |
| 21.09.1952            | Polen – DDR           | 3:0                   |
| 26.10.1952            | Rumänien – DDR        | 3:1                   |
| 14.06.1953            | DDR – Bulgarien       | 0:0                   |